# Пиреус банка
Пиреус банка Београд, званично Piraeus Bank а. д. Београд, била је српска банка која је постојала од маја 2005. до октобра 2018. године, када ју је Директна Банка купила. Већински власник банке је била грчка Пиреус банка. Посебне дјелатности банке била су велепродајно и малопродајно банкарство и сарадња са малим и средњим предузећима.

## Историја
Пиреус банка је почела са радом на српском тржишту са мрежом од 9 експозитура и 176 запослених. Према подацима из 2016. године, банка је имала пословну мрежу од 34 експозитуре, око 550 запослених, развијени секторе Piraeus Leasing и Piraeus Rent и десетине хиљада клијената.
Директна Банка је у новембру 2017. године купила Пиреус банку Београд од грчке Пиреус банке за износ 58—61 милиона евра. Комплетно спајање завршено је у октобру 2018. године. Претпоставља се да је Директна Банка куповином Пиреус банке стекла укупан капитал од преко 500 милиона евра.